# Maugrim
Maugrim – postać z cyklu „Opowieści z Narnii” C.S. Lewisa. Występuje w pierwszej części cyklu, zatytułowanej Lew, czarownica i stara szafa.
Mówiący wilk, sługus Jadis – Białej Czarownicy, kapitan Tajnej Policji. Postać bardzo zła i okrutna. Lubi zabijać. Osobiście aresztował fauna Tumnusa (rodzeństwo Pevensie znalazło list napisany przez Maugrima, uzasadniający aresztowanie Tumnusa). Potem, kiedy Edmund zjawił się w pałacu Jadis, Maugrim zameldował jej o tym. Następnym zadaniem Maugrima było zabicie Piotra, Zuzanny i Łucji. Wyruszył więc do domu Bobrów z najszybszym wilkiem w Policji. Spóźnili się, więc zgodnie z poleceniem Jadis ruszyli pod Kamienny Stół i zaczaili się tam. Maugrim miał zabić choć jedno dziecko z rodzeństwa. Na swoją ofiarę wybrał Zuzannę, więc szybko wdarł się do obozu i ją zaatakował. Zginął chwilę później z ręki Piotra, którego Zuzanna wezwała na pomoc.